# Модгуд
Модгуд (древнесканд. Móðguðr) — в скандинавской мифологии великанша-страж на мосту через реку Гьёлль, по пути к Хель.
Согласно «Эдде», дорога к Хель проходила по мосту через реку Гьёлль. Модгуд являлась стражем моста. Когда Хермод отправился к Хель за Бальдром, он проезжал через этот мост и общался с Модгуд. Её интересовала цель его путешествия, удовлетворив своё любопытство, никаких преград она ему не ставила.
Иногда Модгуд называют хозяйкой чудовищного пса Гарма.